# Tour de la Semois
De AG Tour de la Semois (voorheen Klimsterstrofee, in het Frans: Trophée des Grimpeuses) is een wielerkoers voor elite vrouwen. De wedstrijd wordt vanaf 2020 jaarlijks gehouden in en rond Vresse-sur-Semois in de Waalse provincie Namen.
De eerste editie in 2020 was een eendaagswedstrijd (1.2) met de naam Trophée des Grimpeuses, die werd gewonnen door de Nederlandse Inge van der Heijden. De tweede editie was een tweedaagse wedstrijd (2.2) met een rit van Vresse-sur-Semois naar Bièvre (103,3 km) en een rit van Bohan naar Vresse-sur-Semois (90,8 km). De Nederlandse Floortje Mackaij won zowel de slotrit als het eindklassement; de eerste etappe werd gewonnen door de Belgische Lotte Kopecky. In 2022 ging de wedstrijd verder onder de huidige naam en werden de etappes gewonnen door de Nederlanders Mischa Bredewold en Lorena Wiebes; de Italiaanse Maria Giulia Confalonieri won het eindklassement. In 2023 werden beide etappes en het eindklassement gewonnen door Karlijn Swinkels. Een jaar later won zij wederom het eindklassement. In 2024 werd de eerste etappe gewonnen door de Britse Cat Ferguson en de tweede door Thalita de Jong.

## Erelijst
| Jaar | Datum     | Km    | Winnares                  | Tweede           | Derde                   |
| ---- | --------- | ----- | ------------------------- | ---------------- | ----------------------- |
| 2020 | 17,19-09  | 105,4 | Inge van der Heijden      | Yara Kastelijn   | Kristabel Doebel-Hickok |
| 2021 | 17, 18-09 | 237,7 | Floortje Mackaij          | Tayler Wiles     | Ella Harris             |
| 2022 | 16, 17-09 | 223,0 | Maria Giulia Confalonieri | Mischa Bredewold | Eleonora Gasparrini     |
| 2023 | 15, 16-09 | 236,4 | Karlijn Swinkels          | Clara Koppenburg | Noemi Rüegg             |
| 2024 | 20, 21-09 | 222,7 | Karlijn Swinkels          | Thalita de Jong  | Maëva Squiban           |

### Meervoudige winnaars
| Overwinningen | Renster          | Land      | Jaren      |
| ------------- | ---------------- | --------- | ---------- |
| 2             | Karlijn Swinkels | Nederland | 2023, 2024 |

### Overwinningen per land
| Overwinningen | Land      |
| ------------- | --------- |
| 4             | Nederland |
| 1             | Italië    |

## Edities

### 2021
| Datum | Km    | Winnares         | Tweede           | Derde          |
| ----- | ----- | ---------------- | ---------------- | -------------- |
| 17-09 | 132,3 | Lotte Kopecky    | Floortje Mackaij | Anouska Koster |
| 18-09 | 105,5 | Floortje Mackaij | Tayler Wiles     | Ella Harris    |

### 2022
| Datum | Km  | Winnares         | Tweede                    | Derde                     |
| ----- | --- | ---------------- | ------------------------- | ------------------------- |
| 16-09 | 110 | Mischa Bredewold | Maria Giulia Confalonieri | Eleonora Gasparrini       |
| 17-09 | 113 | Lorena Wiebes    | Josie Nelson              | Maria Giulia Confalonieri |

### 2023
| Datum | Km    | Winnares         | Tweede           | Derde          |
| ----- | ----- | ---------------- | ---------------- | -------------- |
| 15-09 | 116,6 | Karlijn Swinkels | Noemi Rüegg      | Morgane Coston |
| 16-09 | 119,8 | Karlijn Swinkels | Clara Koppenburg | Linda Zanetti  |

### 2024
| Datum | Km    | Winnares        | Tweede           | Derde              |
| ----- | ----- | --------------- | ---------------- | ------------------ |
| 20-09 | 110,3 | Cat Ferguson    | Maëva Squiban    | Karlijn Swinkels   |
| 21-09 | 112,4 | Thalita de Jong | Karlijn Swinkels | Mareille Meijering |